# Jack Wild
Jack Wild (født 30. september 1952, død 1. marts 2006) var en engelsk skuespiller og sanger, kendt for sine teenage-optrædener som Artful Dodger i Oliver!, (1968) og som Jimmy i NBCs børne-tv-serie HR Pufnstuf (1969) og den følgende spillefilm i 1970. Han spillede Much Millers søn i Robin Hood - Den Fredløse (1991).